# ファン・ジェキル
ファン・ジェキル（Hwang Jae Gil, 1959年5月9日 - ）は北朝鮮出身の柔道選手。階級は95kg超級。身長197cm。体重130kg。

## 人物
1983年の世界選手権無差別で5位に入った。1984年のロサンゼルスオリンピックは北朝鮮がボイコットしたために出場できなかったが、その実質的な対抗大会としてワルシャワで開催されたフレンドシップ・ゲームズには出場するものの5位に終わった。1985年に神戸で開催されたユニバーシアード95kg超級では優勝を飾った。1986年にモスクワで開催されたグッドウィルゲームズでは3位だった。1988年のアジア選手権では95kg超級で3位になると、無差別でも準決勝で日本の小川直也に支釣込足で敗れて3位だった。1990年に北京で開催されたアジア大会95kg超級の準決勝で前年の世界選手権で2階級制覇を達成した小川と再戦すると、終盤に小川の支釣込足を朽木倒で対応して技ありを取り、袈裟固で抑え込んで合技で一本勝ちする大番狂わせを演じることになった。続く決勝ではモンゴルのB.E.M・バドマニアブジンを注意で破り優勝を果たした。さらに嘉納杯にも出場するが、2回戦で日本の関根英之に有効で敗れると、その後の3位決定戦でもドイツのヘンリー・ストールに横四方固で敗れて5位にとどまった。なお、北朝鮮がロサンゼルスオリンピックとソウルオリンピックをボイコットしたために、結果としてオリンピックには出場できずに終わった。

## 主な戦績
(階級表記のない大会は全て95kg超級での成績)
- 1983年 - チェコ国際 5位
- 1983年 - 世界選手権 無差別 5位
- 1984年 - フレンドシップ・ゲームズ 5位
- 1985年 - ハンガリー国際 95kg超級 3位 無差別 3位
- 1985年 - チェコ国際 2位
- 1985年 - ユニバーシアード 優勝
- 1986年 - ソ連国際 無差別 3位
- 1986年 - グッドウィルゲームズ 3位
- 1988年 - アジア選手権 95kg超級 3位 無差別 3位
- 1990年 - アジア大会 優勝
- 1990年 - 嘉納杯 5位